# 瓊迪庫拉姆國家公園
09°29′55″N 80°30′25″E / 9.49861°N 80.50694°E
瓊迪庫拉姆國家公園是斯里蘭卡的國家公園，位於該國北部，處於北部省，距離基利諾奇12公里，成立於2015年6月22日，面積196平方公里，有懶熊、鹿、沼澤鱷、灣鱷等野生動物棲息。